# Latinskspråkiga Wikipedia
Latinspråkiga Wikipedia (Latin: Vicipaedia Latina; antikt uttal: [wɪkɪ'pajdɪa la'tiːna]) är en upplaga från Wikipedia på latin som startade år 2002. Projektet Vicipaedia Latina var först inriktat på antiken men har nu utvidgat sig till att omfatta allt mellan himmel och jord i enlighet med andra stora och medelstora Wikipediautgåvor. Av de latinska dialekter/språk som finns, som till exempel klassiskt latin, en form av det antika latinet, och medeltidslatin, en medeltida form av latinet, används Vicipaedia Latina på klassiskt latin, då denna form av språket ses av många människor som den normala. Men även modernt och medeltida skapade latinska ord används för att beskriva de saker de gamla romarna inte hade.
Bortsett från diskussionsidorna, finns taberna, en plats där frågor, svar och diskussioner angående artiklar, latin et cetera sker, samt en del nyheter från systerprojekten också publiceras.
Vicipaedia Latina hade i september månad 2014 över 110 000 artiklar (commentatio sg, commentationes pl.)., vilket är mer än många andra Wikipediaspråkupplagor har, och latinet är inte ett muntligt levande språk. Den har för närvarande 139 979 artiklar.